# Station Meiser
Station Meiser is een spoorweghalte langs spoorlijn 26 (Schaarbeek - Halle) in de Brusselse gemeente Schaarbeek (België).

## Ligging
Het station kreeg zijn naam naar het naburige Generaal Meiserplein, maar bevindt zich ten westen ervan tussen de Leuvensesteenweg en de Rogierlaan. De beide perrons zijn vanaf deze twee wegen, die elk over een spoorbrug lopen, bereikbaar via trappen.
Dit station ligt niet ver van de huidige gebouwen van de openbare omroep (VRT), en wordt door de pendelende werknemers gebruikt.
In het kader van het GEN-project werd de Schuman-Josaphattunnel gebouwd tussen het station Meiser en Schuman. Hierdoor ontstond een nieuwe noord-zuidverbinding. Deze tunnel werd geopend op 4 april 2016.

## Treindienst
| Serie | Treinsoort | Route                                                                                  | Bijzonderheden |
| ----- | ---------- | -------------------------------------------------------------------------------------- | --- |
| S 4   | GEN (NMBS) | Aalst – Brussel-Schuman – Meiser – Mechelen                                            | Rijdt alleen op werkdagen. |
| S 5   | GEN (NMBS) | [ Geraardsbergen – ] Edingen – Halle – Brussel-Schuman – Meiser – Vilvoorde – Mechelen | Rijdt in de spits van/naar Geraardsbergen. Rijdt in het weekend tussen Halle en Mechelen. Rijdt tijdens de vakantieperiode 1x/u enkel tussen Halle en Mechelen. |
| S 7   | GEN (NMBS) | Halle – Merode – Meiser – Vilvoorde                                                    | Rijdt alleen op werkdagen. |
| S 9   | GEN (NMBS) | Landen – Leuven – Meiser – Brussel-Schuman – Nijvel                                    | Rijdt alleen op werkdagen. |

## Fotogalerij

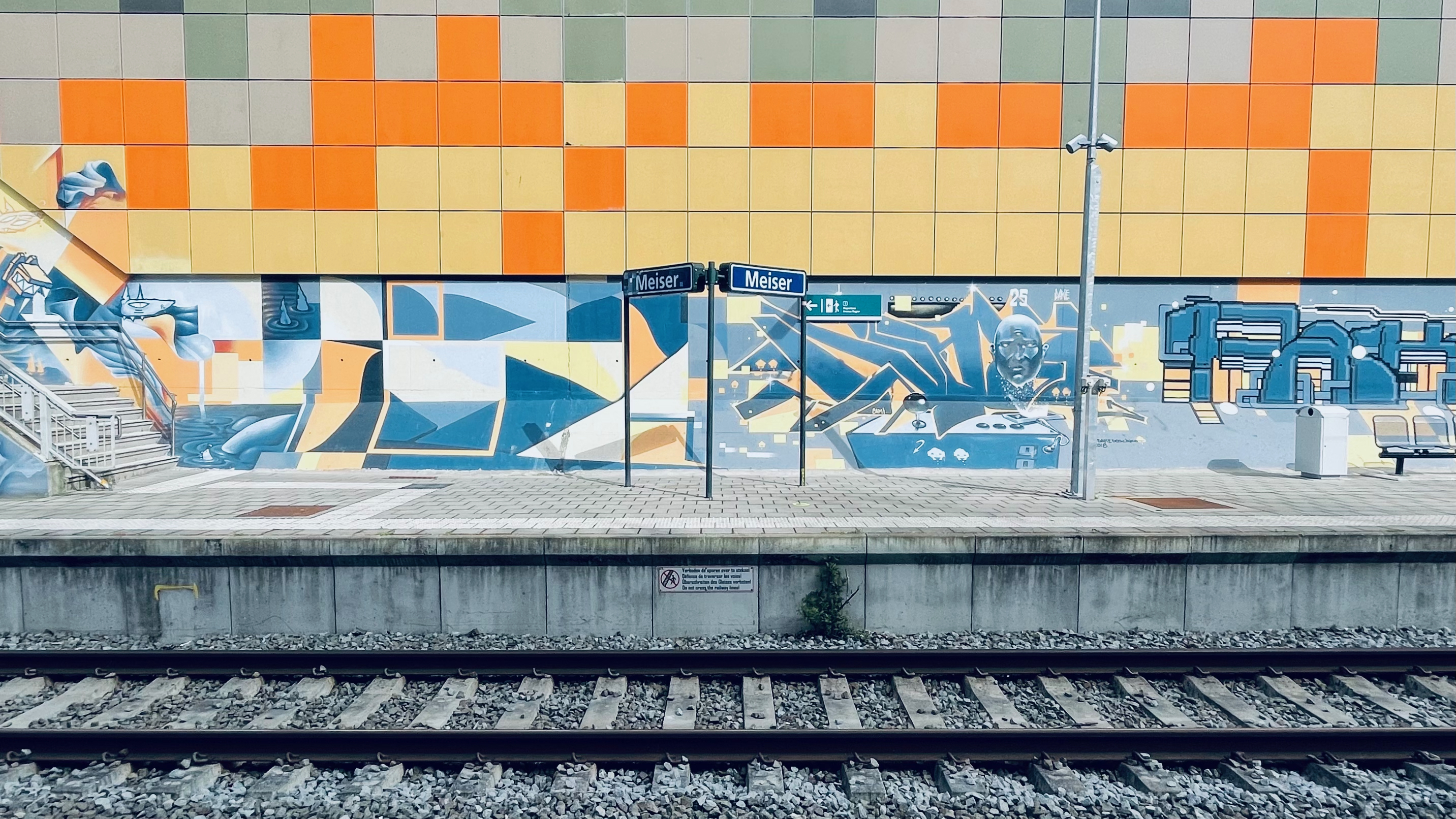
Naamborden op een perron
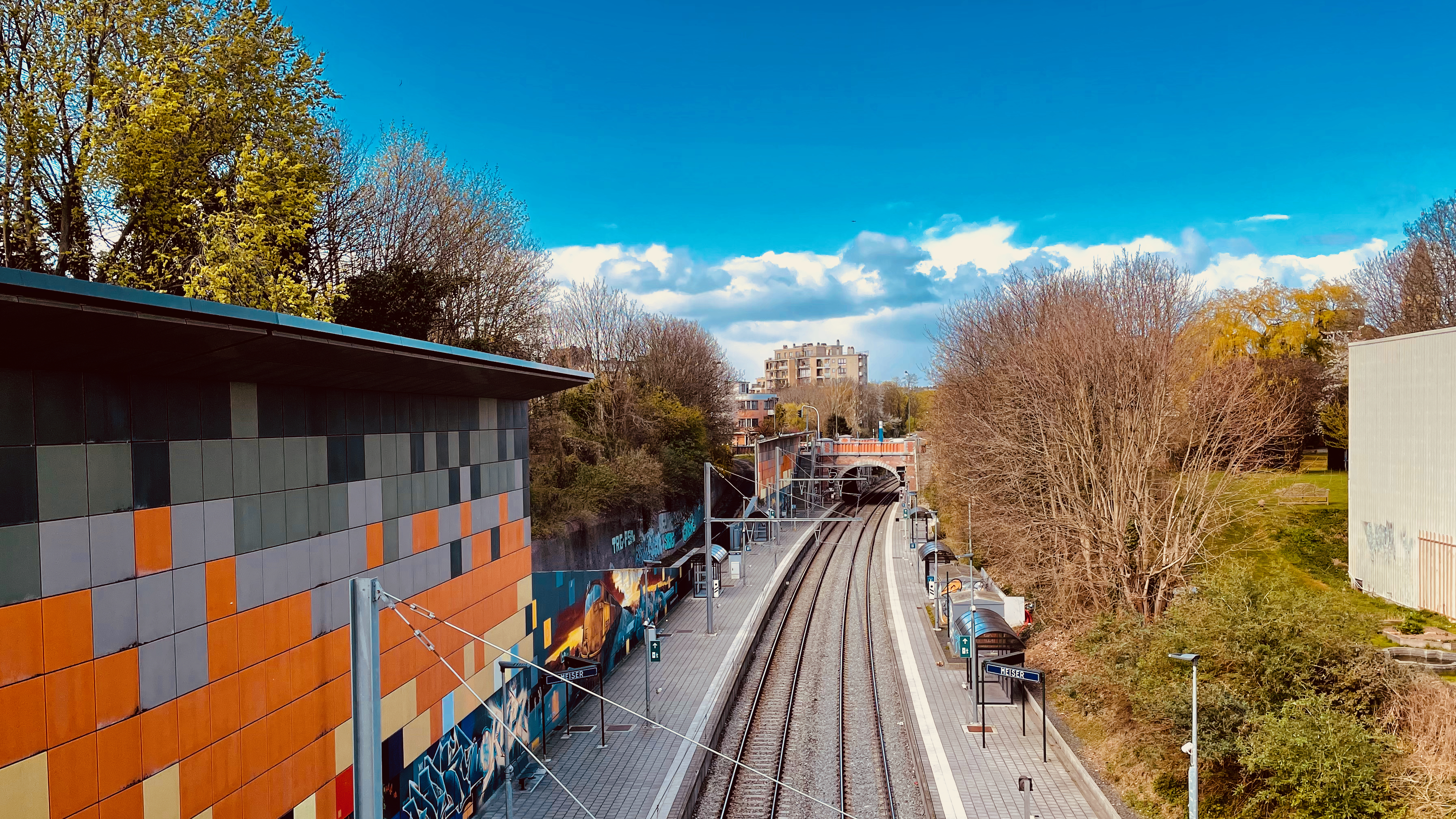
Zicht op de sporen
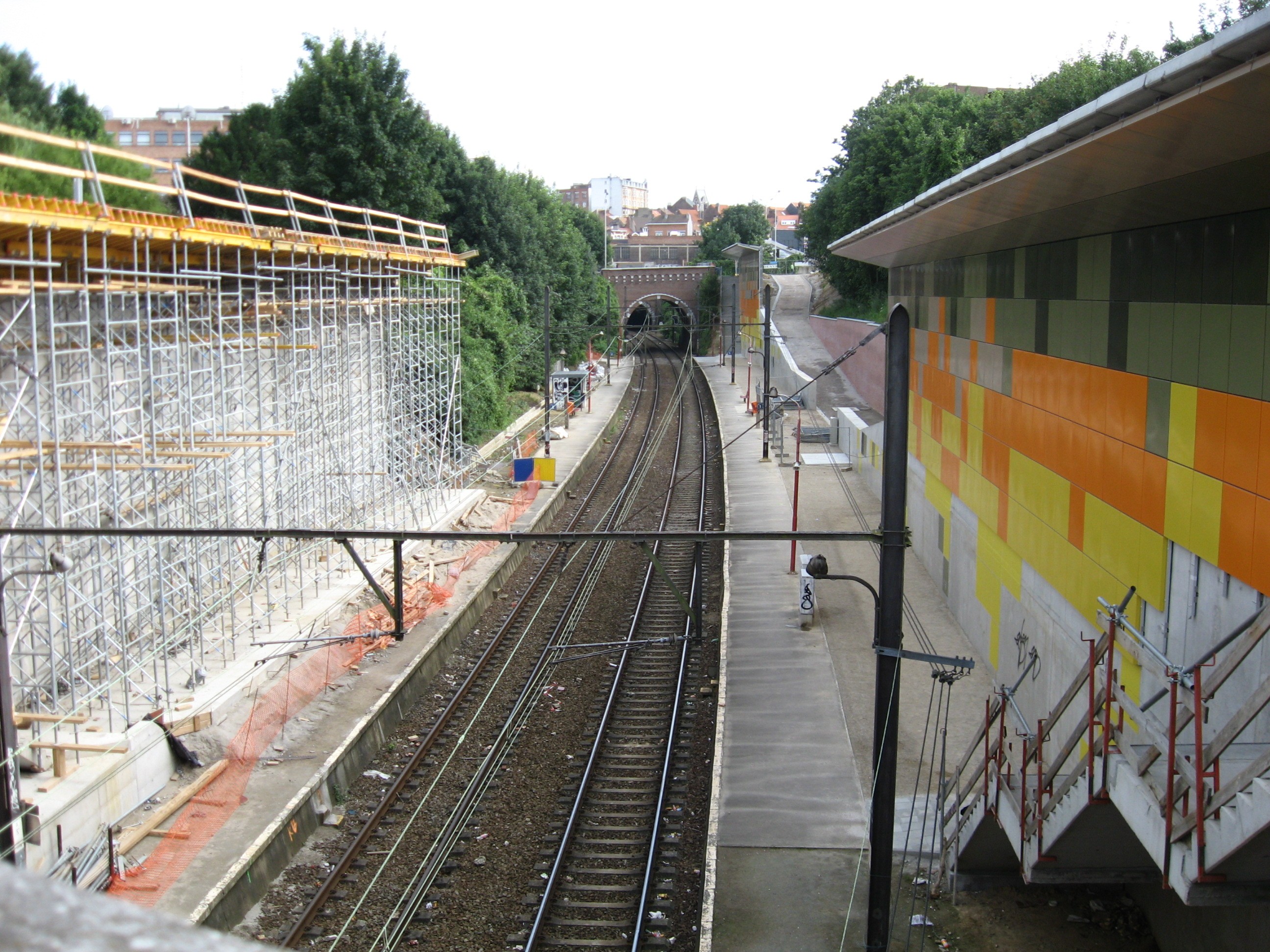
Station in verbouwing

## Reizigerstellingen
De grafiek en tabel geven het gemiddeld aantal instappende reizigers weer op een week-, zater- en zondag.
| Tabel: aantal instappende reizigers station Meiser | Tabel: aantal instappende reizigers station Meiser | Tabel: aantal instappende reizigers station Meiser | Tabel: aantal instappende reizigers station Meiser |
|                                                    | Weekdag                                            | Zaterdag                                           | Zondag                                             |
| -------------------------------------------------- | -------------------------------------------------- | -------------------------------------------------- | -------------------------------------------------- |
| 1977                                               | 187                                                | -                                                  | -                                                  |
| 1978                                               | 194                                                | -                                                  | -                                                  |
| 1979                                               | 142                                                | -                                                  | -                                                  |
| 1980                                               | 142                                                | -                                                  | -                                                  |
| 1981                                               | 151                                                | -                                                  | 17                                                 |
| 1982                                               | 118                                                | -                                                  | 9                                                  |
| 1983                                               | 92                                                 | -                                                  | 40                                                 |
| 1984                                               | 79                                                 | -                                                  | -                                                  |
| 1985                                               | 60                                                 | -                                                  | -                                                  |
| 1986                                               | 74                                                 | -                                                  | -                                                  |
| 1987                                               | 77                                                 | -                                                  | -                                                  |
| 1988                                               | 99                                                 | -                                                  | -                                                  |
| 1989                                               | 86                                                 | -                                                  | -                                                  |
| 1990                                               | 87                                                 | -                                                  | -                                                  |
| 1991                                               | 37                                                 | -                                                  | -                                                  |
| 1992                                               | 82                                                 | -                                                  | -                                                  |
| 1993                                               | 113                                                | -                                                  | -                                                  |
| 1994                                               | 146                                                | -                                                  | -                                                  |
| 1995                                               | 163                                                | -                                                  | -                                                  |
| 1996                                               | 200                                                | -                                                  | -                                                  |
| 1997                                               | 258                                                | -                                                  | -                                                  |
| 1998                                               | 304                                                | -                                                  | -                                                  |
| 1999                                               | 284                                                | -                                                  | -                                                  |
| 2000                                               | 356                                                | -                                                  | -                                                  |
| 2001                                               | 356                                                | -                                                  | -                                                  |
| 2002                                               | 340                                                | -                                                  | -                                                  |
| 2003                                               | 382                                                | -                                                  | -                                                  |
| 2004                                               | 444                                                | -                                                  | -                                                  |
| 2005                                               | 450                                                | -                                                  | -                                                  |
| 2006                                               | 485                                                | -                                                  | -                                                  |
| 2007                                               | 487                                                | -                                                  | -                                                  |
| 2008                                               | -                                                  | -                                                  | -                                                  |
| 2009                                               | 603                                                | -                                                  | -                                                  |
| 2010                                               | -                                                  | -                                                  | -                                                  |
| 2011                                               | -                                                  | -                                                  | -                                                  |
| 2012                                               | 455                                                | -                                                  | -                                                  |
| 2013                                               | 452                                                | -                                                  | -                                                  |
| 2014                                               | 418                                                | -                                                  | -                                                  |
| 2015                                               | 350                                                | -                                                  | -                                                  |
| 2016                                               | 512                                                | -                                                  | -                                                  |
| 2017                                               | 599                                                | -                                                  | -                                                  |
| 2018                                               | 772                                                | 63                                                 | 43                                                 |
| 2019                                               | 761                                                | 58                                                 | 32                                                 |
| 2020                                               | 490                                                | 77                                                 | 59                                                 |
| 2021                                               | -                                                  | -                                                  | -                                                  |
| 2022                                               | 797                                                | 115                                                | 74                                                 |
| 2023                                               | 684                                                | 101                                                | 77                                                 |
| 2024                                               | 749                                                | 87                                                 | 88                                                 |

.

## Aansluitende tram- en buslijnen
Aan het station zelf stoppen tramlijn 25 en tramlijn 62 van de MIVB (Rogierlaan, noordelijke kant) en de De Lijn-buslijnen 318, 351 en 358 (Leuvensesteenweg, zuidelijke kant). Zie Meiser voor de verbindingen op het Meiserplein zelf.

### Tramlijnen
|  | 25 - Rogier - Boondaal station       |
|  | 62 - Eurocontrol - kerkhof van Jette |

### Buslijnen
|  | 318 - Brussel-Noord - Moorsel - Leuven (De Lijn)               |
|  | 351 - Brussel-Noord - Kortenberg - Everberg - Leuven (De Lijn) |
|  | 358 - Brussel-Noord - Kortenberg - Leuven (De Lijn)            |
|  | 410 - Brussel-Noord - Leuven (De Lijn)                         |